# تور لفلاند
تور لفلاند (بالنرويجية البوكمول: Tore Løvland)‏ هو لاعب كرة قدم نرويجي، ولد في 8 نوفمبر 1965 في كريستيانساند في النرويج. لعب مع نادي ستارت.